# Verena Friederike Hasel
Verena Friederike Hasel (* 17. Oktober 1978 in Berlin) ist eine deutsche Journalistin, Schriftstellerin, ehemalige Verlegerin und Psychologin.

## Biografie
Hasel wuchs in Berlin auf. Sie studierte Psychologie an der Freien Universität Berlin und Drehbuch an der Deutschen Film- und Fernsehakademie Berlin und schloss beide Studiengänge mit einem Diplom ab. Anschließend volontierte sie beim Tagesspiegel in Berlin, für den sie danach als freischaffende Reporterin tätig war. Sie schreibt für die Zeit, den Stern und das Süddeutsche Zeitung Magazin und verfasst Romane, Kinderbücher und erzählende Sachbücher. Hasel wurde für ihre journalistische Arbeit mehrfach ausgezeichnet, ihr Buch Das krisenfeste Kind erschien auf der Sachbuch-Bestenliste. Sie hält Vorträge zu Themen wie Entwicklungspsychologie, Kognitionspsychologie, Bildung und Schule, unter anderem beim FriedrichLab 2024 des Friedrich Verlags oder auf der Preisträgerkonferenz Deutscher Schulpreis der Robert Bosch Stiftung. Von 2020 bis 2022 lebte Hasel in Neuseeland. Sie erwarb mit Konstantin Richter das monatlich erscheinende Investigativmagazin North & South, das die deutsche Bauer Media Group im Zuge der COVID-19-Pandemie eingestellt hatte, brachte es nach einem Relaunch im November 2020 wieder auf den Markt und war bis zum Weiterverkauf im Jahr 2023 als Verlegerin des Magazins tätig.

## Auszeichnungen
- BNK Medienpreis 2014.
- Deutscher Reporterpreis 2018 für Der Aufnahmeleiter (Beste Lokalreportage).

## Werke
- Lasse. Ullstein, Berlin 2015, ISBN 978-3-550-08093-7.
- Wir Rüben aus der großen Stadt. Peter Hammer Verlag, Wuppertal 2018, ISBN 978-3-779-50601-0.
- Wir wollen mehr als nur wählen. dtv, München 2019, ISBN 978-3-423-34968-0.
- Der tanzende Direktor. Kein & Aber, Zürich 2019, ISBN 978-3-036-95800-2.
- Eine Linie ist ein Punkt, der spazieren geht. Kein & Aber, Zürich 2022, ISBN 978-3-036-95867-5.
- Das krisenfeste Kind. Kein & Aber, Zürich 2023, ISBN 978-3-036-95022-8.